# Parker Williams
Pour les articles homonymes, voir Williams.
Parker Williams (31 mai 1872-17 juin 1958) est un homme politique canadien de la Colombie-Britannique. Il est député provincial socialiste de la circonscription britanno-colombienne de Newcastle de 1903 à 1916 et socialiste indépendant de 1916 à 1918.

## Biographie
Né dans le Brecknockshire du Pays de Galles, Williams travaille dans les mines de charbon du Pays de Galles, de l'Alberta et de l'État de Washington. Travaillant aussi sur les chemins de fer du Canada-Ouest (Ontario) et en Colombie-Britannique, il s'installe ensuite à Nanaimo.
Démissionnant de son poste de député en 1918 pour accepter un poste de commissaire au Workers' Compensation Board of British Columbia (en), il sert dans cette fonction jusqu'à sa retraite en avril 1943. Il est aussi responsable de l'administration du Mothers Pension Act and the Old Age Pension Act.
Williams meurt sur sa ferme à North Oyster, près de Ladysmith, en juin 1958 à l'âge de 86 ans,.